# Кохан Олексій Кузьмич
Олексій Кузьми́ч Ко́хан (нар. 1 березня 1947, м. Київ, Україна) — український графік. Син Кузьми Кохана і Парасковії Депутатової, батько Ярослава Кохана. Член Національної спілки художників України (1983), Українського геральдичного товариства (1992).

## Життєпис
Закінчив Київський художній інститут (1971; нині Національна академія образотворчого мистецтва і архітектури; майстерня Т. Лящука, викладачі С. Грош, О. Сиротенко, К. Трохименко). 
Автор (1984—1999), головний художник журналу (з 1999) «Перець» (м. Київ).

## Нагороди та відзнаки
- Заслужений художник України (2007)
- Премія всеукраїнського конкурсу на найкращий ескіз Великого державного герба України (1996).[джерело?]
- Переможець всеукраїнського конкурсу на найкращий ескіз Великого державного герба України (2020).[1][2]

## Доробок
Виконав понад 600 малюнків для передачі «Сатиричний об’єктив» Українського телебачення (1976—1980). 
Учасник вітчизняних, закордонних мистецьких виставок та конкурсів карикатур (з 1969). Персональна — у Києві (2009). 
Основні галузі — станкова і книжково-журнальна графіка, графічний дизайн. Для творчості Кохана притаманні м’який гумор, ліризм, життєрадісна фантазія і щира любов до рідної землі.
- графіка — «Слава козацьким співцям-бандуристам», «Видатний кобзар Остап Вересай. 1803–1890» (обидва — 1971), «Виростили колосок, а звітують про мішок» (1984), «Не марнуй життя!» (1987), «Повернімо українській мові літеру “ґ”» (1989), «Боже Великий, Єдиний, нашу Вкраїну храни. 22 січня — День Соборності України» (1991), «Тут був Вася...» (1995);
- ілюстраці — до книг «Хатка бджілки золотої» Б. Списаренка (1981), «Не грусти, дубок» М. Кацева (1987), «Равлик-муравлик» В. Вітька (1988), «Йшла ворона по перону» Л. Повх, «Весела абетка» Н. Забіли (обидві — 1989), «Іванко, Ігор та Василько» Л. Голоти (1990), «Веселе місто Алфавіт» Т. Коломієць (1991; 2000), «Золото України» І. Жука (1995), «Українська абетка» (1996; 2005), «Хазяйство. Українська народна пісня в записі Олени Пчілки» (1998), збірки повістей «Пес іде в світ» К. Нестлінґер (2005), «Сто грам для зайця» Б. Поліщука (2009), «Олігарх у пеклі» А. Музичука (2013; усі — Київ), «Історія українського війська» (Л., 1996);
- поштові марки — «85 років з часу проголошення об’єднання УНР і ЗУНР в єдину соборну незалежну державу», «50 років членства України в ЮНЕСКО» (обидві — 2004).

Співавтор Малого державного герба України (1992) . Автор прапора прикордонних кораблів України, розробив символіку для низки районів і міст України. 
Співпрацював із видавництвами «Веселка», «Мистецтво», «Політвидав України», «Педагогічна думка», «Марка України», студією «Укрдіафільм», творчо-виробничою майстернею Спілки художників України «Агітплакат» (усі — Київ), видавництвом «Світ» (Львів).
Опублікував статті з проблем геральдики у віснику Українського геральдичного товариства «Знак»: 
- «Проект герба Києва» (1993, № 2),
- «Проект київської геральдики» (1993, № 4),
- «Комплексна розробка військової символіки» (1995, № 19),
- «Герб і прапор Переяслав-Хмельницького району» (2002, № 27),
- «Герб і прапор Тетіївського району» (2003, № 31).

Окремі роботи зберігаються у Музеї книги та друкарства (м. Острог Рівненська область), Музеї гетьманства (Київ).